# Laškovce
Laškovce este o comună slovacă, aflată în districtul Michalovce din regiunea Košice. Localitatea se află la altitudinea de 116 m deasupra n.m., se întinde pe o suprafață de 3,31 km2 și în 2017 număra 673 de locuitori.

## Demografie
| An:                | 1994 | 2004    | 2014    | 2024    |
| ------------------ | ---- | ------- | ------- | ------- |
| Număr de persoane: | 422  | 530     | 667     | 766     |
| Diferență:         |      | +25,59% | +25,84% | +14,84% |

| An:                | 2023 | 2024   |
| ------------------ | ---- | ------ |
| Număr de persoane: | 763  | 766    |
| Diferență:         |      | +0,39% |